# WTA-toernooi van Oslo

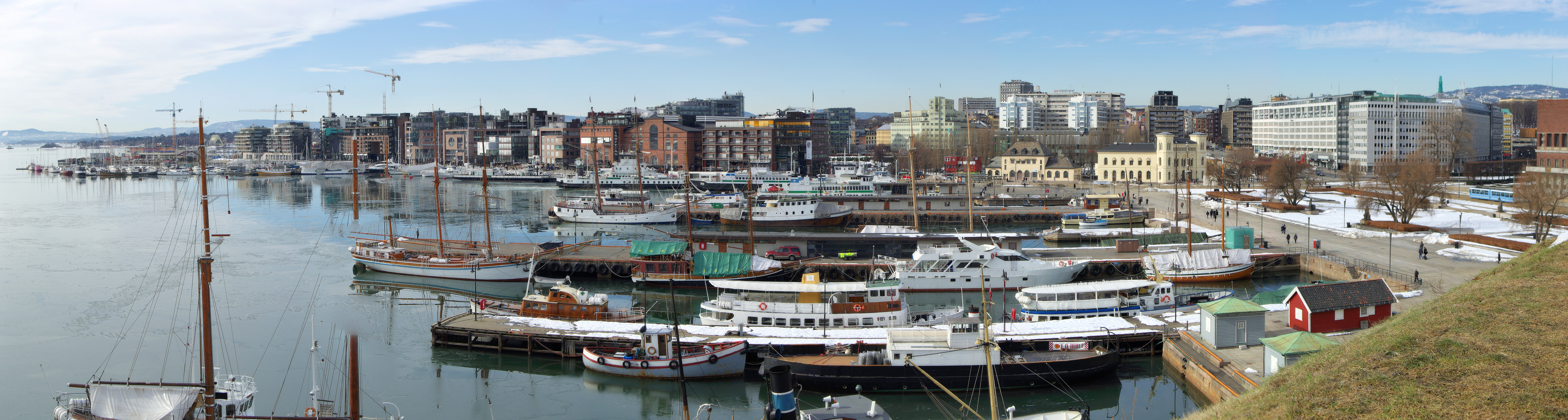
Haven van Oslo

Het WTA-toernooi van Oslo was een eenmalig tennistoernooi voor vrouwen dat van 5 tot en met 10 februari 1991 plaatsvond in de Noorse hoofdstad Oslo. De officiële naam van het toernooi was Oslo Open.
De WTA organiseerde het toernooi, dat in de categorie "Tier V" viel en werd gespeeld op overdekte tapijtbanen.
Er werd door 32 deelneemsters gestreden om de titel in het enkelspel, en door 16 paren om de dubbelspeltitel. Aan het kwalificatietoernooi voor het enkelspel namen 32 speelsters deel, met vier plaatsen in het hoofdtoernooi te vergeven.

## Finales

### Enkelspel
| Datum      | Naam      | Cat.   | ($)    | Ondergrond     | Winnares           | Verliezend finaliste | Uitslag  |
| ---------- | --------- | ------ | ------ | -------------- | ------------------ | -------------------- | -------- |
| 1991-02-05 | Oslo Open | Tier V | 75.000 | tapijt, binnen | Catarina Lindqvist | Raffaella Reggi      | 6-3, 6-0 |

### Dubbelspel
| Datum      | Naam      | Cat.   | ($)    | Ondergrond     | Winnaressen                      | Verliezend finalistes            | Uitslag       |
| ---------- | --------- | ------ | ------ | -------------- | -------------------------------- | -------------------------------- | ------------- |
| 1991-02-05 | Oslo Open | Tier V | 75.000 | tapijt, binnen | Claudia Kohde-Kilsch Silke Meier | Sabine Appelmans Raffaella Reggi | 3-6, 6-2, 6-4 |